# Provincia di Tiraque
La provincia di Tiraque è una delle 16 province del dipartimento di Cochabamba, nella parte centrale della Bolivia. Il capoluogo è Tiraque.
Secondo il censimento del 2001 possedeva una popolazione di 35.017 abitanti.

## Geografia antropica

### Suddivisioni amministrative
La provincia comprende 2 comuni:
- Tiraque
- Shinahota